# العاجوزية
عاجوزية قرية سوريّة تتبع إداريّاً لمحافظة حلب منطقة منبج ناحية خفسة، بلغ تعداد سكانها (506) نسمة حسب التعداد السكاني لعام 2004.